# Stenus fornicatus
Stenus fornicatus är en skalbaggsart som beskrevs av Stephens 1833. Stenus fornicatus ingår i släktet Stenus, och familjen kortvingar. Arten är reproducerande i Sverige.